# فدریکو گارسیا لورکا
فدریکو خسوس گارسیا لورکا (به اسپانیایی: Federico del Sagrado Corazón de Jesús García Lorca) (زاده ۵ ژوئن ۱۸۹۸ – درگذشته ۱۹ اوت ۱۹۳۶) شاعر و نویسنده اسپانیایی بود. او همچنین نقاش، نوازنده پیانو، و آهنگ‌ساز نیز بود. او یکی از اعضای گروه نسل '۲۷ بود. سبک شعری فدریکو گارسیا لورکا ترکیبی از سنت و مدرنیسم است. او در اشعار خود از عناصر فولکلور اندلس، به ویژه موسیقی و رقص کولی‌ها، و همچنین از زبان و تصاویر نمادین و سورئالیستی استفاده می‌کرد. لورکا در آثارش به مضامین عمیقی مانند عشق، مرگ، جنسیت، هویت، و سرکوب می‌پرداخت و اغلب با استفاده از نمادهای قدرتمند و زبان غنایی، احساسات و تجربیات انسانی را به تصویر می‌کشید. لورکا در ۳۸ سالگی به دست پارتیزان‌های ملی در جنگ داخلی اسپانیا کشته شد.

## دوران جوانی
فدریکو به تاریخ ۵ ژوئن ۱۸۹۸ در دهکده Fonte Vacros در جلگه گرانادا، چند کیلومتری شمال شرقی شهر گرانادا زاده شد در خانواده‌ای که پدر یک خرده مالک مرفه و مادر فردی متشخص و فرهیخته بود. نخستین سال‌های زندگی را در روستاهای گرانادا؛ پایتخت باستانی اسپانیا، شهر افسانه‌های کولیان و آوازهای کهنه می‌گذراند.
شاید از این روی و به خاطر بیماری فلج که تا ۴ سالگی با او بود و او را از بازی‌های کودکانه بازداشت، فدریکوی کودک به داستان‌ها و ترانه‌های کولی رغبت فراوانی پیدا می‌کند، آنچنانکه زمزمه این آوازها را حتی پیش از سخن گفتن می‌آموزد.
این فرهنگ شگرف اسپانیایی کولی است که در آینده در شعرش رنگ می‌گیرد.
لورکا بدست مادر با موسیقی آشنا می‌شود و چنان در نواختن پیانو و گیتار پیشرفت می‌کند که آشنایانش او را از بزرگان آینده موسیقی اسپانیا می‌دانند، ولی درگذشت آموزگار پیانویش به سال ۱۹۱۶ چنان تلخی عمیقی در او به جای می‌گذارد که دیگر موسیقی را پی نمی‌گیرد.
هم‌زمان با فرارسیدن سن تحصیل لورکا، خانواده به گرانادا نقل مکان می‌کند و او تا زمان راهیابی به دانشگاه از آموزش پسندیده با طبقه اجتماعی اش برخوردار می‌شود .(در همین سال‌هاست که فدریکو موسیقی را فرا می‌گیرد) ولی هر گز تحصیل در دانشگاه را به پایان نمی‌رساند، چه در دانشگاه گرانادا و چه در مادرید.
باری در همین سال‌هاست که در Residencia de Etudiante مادرید – جایی برای پرورش نیروهایی با افکار لیبرالی ـ لورکا، شعرش را بر سر زبان‌ها می‌اندازد و در همین دوره‌است که با نسل زرین فرهنگ اسپانیا آشنا می‌شود.

## زندگی هنری
پژوهشهای لورکا، هرگز در چارچوب «فلسفه» و «حقوق» که به تحصیل آن‌ها در دانشگاه سرگرم بود، باقی نمی‌ماند. مطالعه آثار بزرگان جهان از نویسندگان جنبش ۹۸ چون ماچادو (Machado) و آسورینAzorin) (و همین‌طور آثار شاعران معاصر اسپانیا چون روبن داریو (Roban Dario)، خیمنز گرفته تا نمایشنامه‌های کلاسیک یونانی، از لورکا شاعری با دستان توانا و تفکری ژرف و گسترده می‌سازد.
لورکا نخستین کتابش (به نثر) را در سال ۱۹۱۸ به نام «باورها و چشم‌اندازها» (Impersiones y Viajes) در گرانادا به چاپ می‌رساند.
به سال ۱۹۲۰ نخستین نمایشنامه اش با نام «دوران نحس پروانه‌ها» (el malificio de la mariposa) را می‌نویسد و به صحنه می‌برد که با استقبال چندانی روبرو نمی‌شود.
و سال بعد (۱۹۲۱)، «کتاب اشعار» (Libre de Poems) که نخستین مجموعه شعرش است را منتشر می‌کند.
۱۹۲۲ سالی است که با مانوئل دفایا جشنواره بی‌همتا کانته خوندو(Conte Jondo)، آمیزه‌ای از افسانه‌ها، آوازها و پایکوبیهای کولیان اسپانیا که می‌رفت در هیاهوی ابتذال آن سال‌های فلامنکو به دست فراموشی سپرده شود، را برپا می‌کند.
لورکا در ۱۹۲۷ «ترانه‌ها (Canciones)» را منتشر می‌کند و نمایشنامه «ماریانا پیندا» (Mariana Pineda) را در ماه ژوئن همین سال به صحنه می‌برد و در بارسلونا نمایشگاهی از نقاشی‌هایش بر پا می‌شود.
در ۱۹۲۸ محبوبترین کتابش، «ترانه‌های کولی» (Romancero Gitano) منتشر می‌شود. نشانی که بسیاری آن را بهترین کار لورکا می‌دانند. مجموعه‌ای که شهرتی گسترده را برای فدریکو به ارمغان می‌آورد چنان‌که لقب «شاعر کولی» را بر او می‌نهند.
شکل‌گیری هسته نمایشنامه «عروسی خون» با الهام از خبر قتل نیخار (Nijar) در روزنامه‌ها، نیز به سال ۱۹۲۸ بر می‌گردد.
در تابستان ۱۹۲۹ شاعر به نیویورک سفر می‌کند و برای آموختن انگلیسی وارد دانشگاه کلمبیا می‌شود. در نیویورک است که لورکا به شعر سختش می‌رسد. به سرزنش از شهری با معماریهای مافوق آدمین، ریتم سرگیجه‌آور و هندسهٔ اندوهناک می‌رسد.
حاصل سفر نیویورک مجموعه اشعاری است با نام «شاعر در نیویورک» که در ۱۹۴۰ (پس از مرگ شاعر) منتشر می‌شود. واژه‌هایی که مملو از همدردی با سیاهان آمریکا است و اثر دیگری که نمایشنامه‌ای شعرگونه و ناتمام و کارایی گرفته از سفر شاعر به آمریکاست «مخاطب»Audience یا به تعبیر گروهی دیگر «مردم»(people) نام دارد.
فدریکو، دربهار ۱۹۳۰ خسته از زندگی سیاه «هارلم» و ریشه‌های فولادی آسمان خراشهای نیویورک، در پی یک دعوت نامه جهت سخنرانی در «هاوانا» به آغوش سرزمینی که آن را «جزیره‌ای زیبا با تلألو بی پایان آفتاب» می‌خواند، پناه می‌برد. شاید دوماه اقامت لورکا درکوبا و خو گرفتن دوباره‌اش با ترانه‌های بومی و تم اسپانیایی آن بود که سبب گشت تا شاعر به اندلس اش بازگردد.
در همین سال است که نگارش «یرما» را آغاز می‌کند. با بازگشت به اسپانیا در خانه پدری (گرانادا) ساکن می‌شود و «مخاطب» را در جمع دوستانش می‌خواند و در زمستان «همسر حیرت‌آور» (la zapatero prodigiosa) را به صحنه می‌برد (در مادرید).

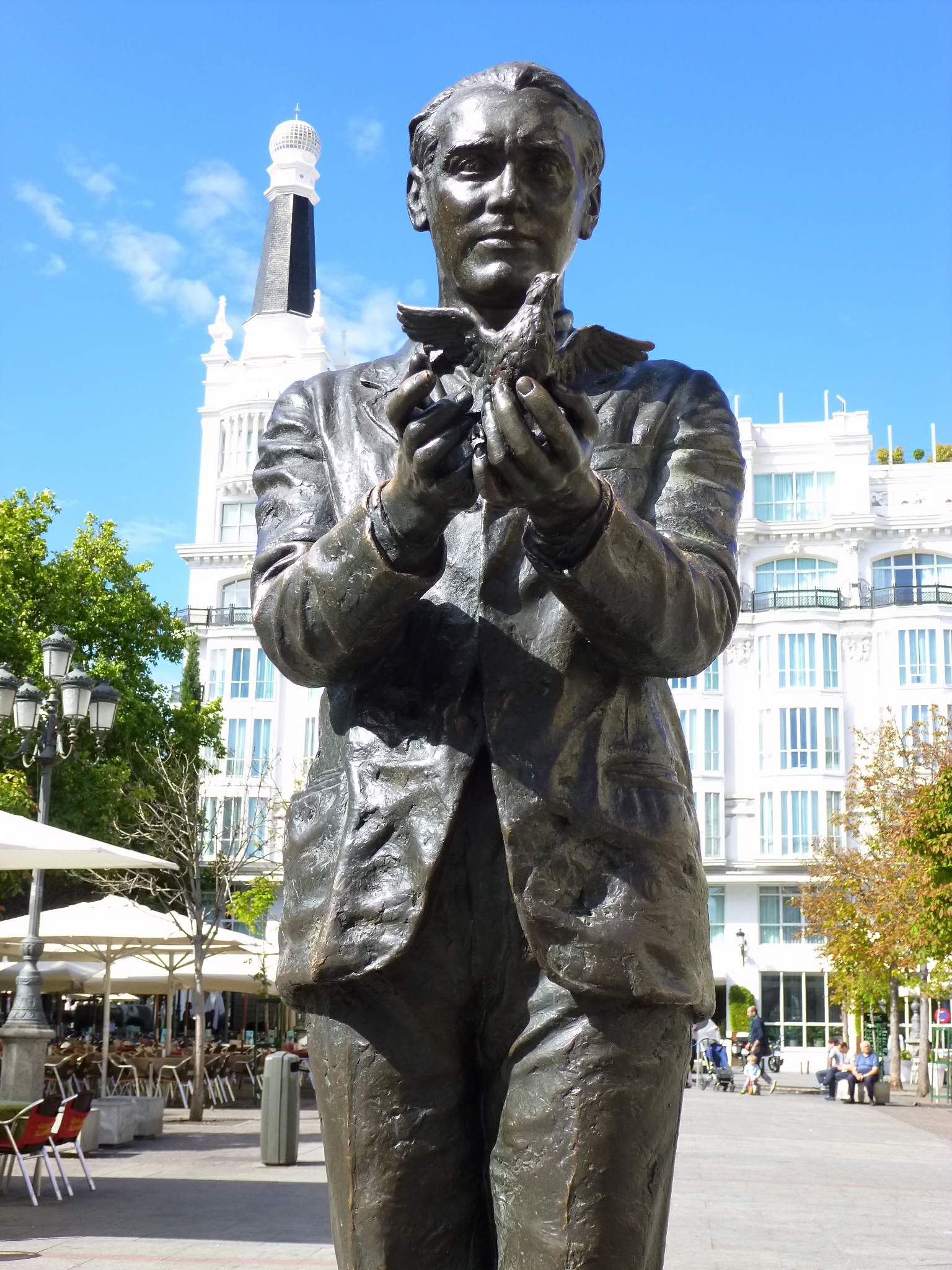
مجسمه فدریکو گارسیا لورکا

سال بعد (۱۹۳۱) «چنین که گذشت این ۵ سال» را می‌نویسد که تنها پس از مرگش به صحنه می‌رود و پس از آن کتاب جدیدش به نام «ترانه‌های کانته خوندو» el poems del Conte Jondo، که در ادامه کار بزرگش در جشنواره کانته خوندو و «ترانه‌های کولی» است را منتشر می‌کند.
در ماه آوریل حکومت جمهوری در اسپانیا اعلام موجودیت می‌کند و این سبب می‌شود تا شاعر، که تئاتر را بی‌وقفه به روی مردم می‌گشاید، بیش از پیش موفق شود. چرا که در ۱۹۳۲ به نام کارگردان یک گروه تئاتر سیار (la barraca) که کسان آن را بازیگران آماتور پایه‌ریزی می‌دادند به شهرها و روستاهای اسپانیا می‌رود و آثار کلاسیک و ماندگاری چون کارهای لوپه دبگا) l’ope de vega (و کالدرون) Calderon) و .. را به اجرا درمی‌آورد.
در زمستان همین سال «عروسی خون» را در جمع دوستانش می‌خواند و به سال ۱۹۳۳ آن را به صحنه می‌برد (مادرید).
اجرای این تراژدی با کامیابی و استقبال بی‌مانندی روبه رور می‌شود، و همچنین وقتی در همین سال شاهکارش را به آرژانتین می‌برد و در بوئینس آیرس به نمایش درمی‌آورد، این کامیابی برای لورکا تکرار می‌شود.
در همین سفر (از سپتامبر ۱۹۳۳ تا مارس ۱۹۳۴) است که هسته” دنا رزیتاً شکل می‌گیرد. ۱۹۳۴ سالی است که فدریکو، «یرما» (Yerma) و «دیوان تاماریت)» (Divan del Tamarit) را به پایان می‌رساند. «یرما» نیز چونان اثر پیشین (عروسی خون) تراژدی است که از فرهنگ روستائیان اندلس و ناامیدی ژرف اشان سرچشمه می‌گیرد؛ و درخشانترین جای شعر لورکا (و حتی اسپانیا) به همین سال است که رقم می‌خورد. «مرثیه‌ای برای ایگناسیو سانچز مخیاس» Mejias Lianto por Ignacio Sanchez؛ سوگنامه‌ای که برای همیشه در تاریخ ادبیات جهان بی‌مانند و بی جانشین ماند؛ شعری جادویی برای دوستی گاوباز که مرگی دلخراش را در میدان گاوبازی در آغوش می‌کشد.

## مرگ
با توجه به اینکه لورکا عمدتاً غیر سیاسی بوده‌است، و در بین هردو طرف جنگ داخلی اسپانیا دوستانی داشته‌است، فرضیه‌هایی در مورد نقش حسادت همجنسگرایانه در مرگ لورکا وجود دارد. به هرحال، مرگ او در ۱۹ اوت ۱۹۳۶، نزدیک گرانادا اتفاق افتاده‌است.

## آثار
نمایشنامه «دوران نحس پروانه‌ها» ۱۹۲۰
- کتاب اشعار ۱۹۲۱
- ترانه‌ها ۱۹۲۷
- نمایش نامه «ماریانا پیندا» ژوئن ۱۹۲۷
- چنین که گذشت این ۵ سال ۱۹۳۱
- ترانه‌های کانته خوندو
- نمایش‌نامه عروسی خون ۱۹۳۳
- یرما ۱۹۳۴
- خانه برنارد آلبا ۱۹۳۶
- شاعر در نیویورک ۱۹۴۲
- احساسات و پروانه
- طلسم پروانه (نیرنگ پروانه)
- قصیده کولی
- زاری برای مرگ یک گاوباز
- عروسکان خیمه شب بازی

## ترجمه آثار به فارسی[۴]
- گ‍زی‍دهٔ اش‍ع‍ار ب‍ا ش‍ش اف‍زوده م‍ن‍ث‍ور/ب‍ه ن‍گ‍ارش ب‍ی‍ژن ال‍ه‍ی/امیرکبیر، ۱۳۴۷.
- آوازه‍ای ک‍ول‍ی/ ت‍رج‍م‍ه رض‍ا م‍ع‍ت‍م‍دی/ گوتنبرگ، ۱۳۵۳.
- ترانه شرقی و اشعار دیگر/ ترجمه احمد شاملو/ ابتکار، ۱۳۵۹.
- ن‍م‍ای‍ش‍ن‍ام‍ه در س‍ه پ‍رده ۱۶ ت‍اب‍ل‍و/ ت‍رج‍م‍ه پ‍ری ص‍اب‍ری، ت‍رج‍م‍ه اش‍ع‍ار ی‍دال‍ل‍ه روی‍ائ‍ی/ ۱۳۷۴.
- ی‍رم‍ا. ن‍م‍ای‍ش‍ن‍ام‍ه/ ت‍رج‍م‍ه آزاده آل‌م‍ح‍م‍د/ ن‍ش‍ر ف‍ردا، ۱۳۷۴.
- ع‍روس‍ی خ‍ون/ ت‍رج‍م‍ه ف‍ان‍وس ب‍ه‍ادرون‍د/ اص‍ف‍ه‍ان: ن‍ش‍ر ف‍ردا، ۱۳۷۷.
- ف‍دری‍ک‍و گ‍ارس‍ی‍ا ل‍ورک‍ا: گ‍زی‍ده اش‍ع‍ار/ ت‍رج‍م‍ه زه‍را ره‍ب‍ان‍ی، ن‍ازن‍ی‍ن م‍ی‍رص‍ادق‍ی/ م‍وس‍س‍ه ان‍ت‍ش‍ارات ن‍گ‍اه، ۱۳۷۹.
- ع‍روس‍ی خ‍ون، ی‍رم‍ا، خ‍ان‍هٔ ب‍رن‍ارد آل‍ب‍ا/ ت‍رج‍م‍ه اح‍م‍د ش‍ام‍ل‍و/ چ‍ش‍م‍ه، ۱۳۸۰.
- م‍رغ ع‍ش‍ق م‍ی‍ان دن‍دان‌ه‍ای ت‍و/ ت‍رج‍م‍ه اح‍م‍د پ‍وری/ن‍ش‍ر چ‍ش‍م‍ه، ۱۳۸۱.
- خ‍ان‍ه ب‍رن‍ارد آل‍ب‍ا/ ت‍رج‍م‍ه ن‍ج‍ف دری‍اب‍ن‍دری/ ک‍ارن‍ام‍ه، ۱۳۸۲.
- ق‍ص‍ی‍ده م‍ج‍روح آب/ ت‍رج‍م‍ه رض‍ا م‍ع‍ت‍م‍دی/ ن‍گ‍اه، ۱۳۸۲.
- در س‍ای‍ه م‍اه و م‍رگ / دوزبانه اسپانیایی - فارسی ب‍ه ان‍ت‍خ‍اب و ت‍رج‍م‍ه‍. خ‍س‍رو ن‍اق‍د/ک‍ت‍اب روش‍ن، ۱۳۸۵.
- فصلی در غرناطه/ ترجمه سعید آذین، وحید موحد/نگاه، ۱۳۸۶.
- اشعار برگزیده فدریکو گارسیا لورکا/ ترجمه حسن صفدری/ ثالث، ۱۳۸۸.
- لورکا. هشت نمایشنامه کوتاه/ برگردان مهدی فتوحی/نیلا، ۱۳۸۹.
- غوطهٔ خاطرات، در چشمهٔ خیال / ترجمه فؤاد نظیری /ثالث، ۱۳۹۰
- گزیده شعر. دوزبانه اسپانیایی - فارسی/ ترجمه زهرا رهبانی/ گل‌آذین، ۱۳۹۱.
- همسر بی نظیر کفاش/ برگردان مونا مویدی/ نشر ورا، ۱۳۹۶.
- افسون شوم پروانه/ برگردان مونا مویدی/ نشر ورا، ۱۳۹۶.
- خ‍ان‍ه ب‍رن‍ارد آل‍ب‍ا (ن‍م‍ای‍ش‍ن‍ام‍ه در س‍ه پ‍رده)/ ت‍رج‍م‍ه م‍ح‍م‍ود ک‍ی‍ان‍وش

## نمایشنامه‌های کوتاه
- پیاده‌روی بوستر کیتون (1928 El paseo de Buster Keaton)
- خدمتکار، ملوان و دانش‌آموز (1928 La doncella, el marinero y el estudiante)

## فیلم سینمایی
- در سال ۲۰۰۸ میلادی فیلم سینمایی «خاکسترهای ناچیز» (Little Ashes) به کارگردانی: پل موریسون و با الهام از دوستی لوییس بونوئل و سالوادور دالی و فدریکو گارسیا لورکا و همچنین رابطه همجنسگرایانه فدریکو گارسیا لورکا و سالوادور دالی ساخته شد.